# Kwadratnik
Kwadratnik (Tetragnatha) – rodzaj pająków z rodziny kwadratnikowatych, obejmujący co najmniej 324 opisane gatunki.

## Systematyka
Rodzina kwadratnikowatych dawniej była dzielona na dwie podrodziny: czaikowate (Metinae lub Metainae) oraz Tetragnathinae. Trzy analizy filogenetyczne z początku XXI wykazały, że Tetragnathinae jest taksonem monofiletycznym, składającym się z 7 rodzajów. Rodzaj Tetragnatha opisał Pierre-André Latreille w 1804 roku, gatunek typowy to kwadratnik trzcinowy. Naukowa nazwa taksonu pochodzi z języka greckiego i oznacza „cztery szczęki” (kły), nawiązuje to do podobnej długości szczękoczułek i maxilli nogogłaszczek, co może sprawiać wrażenie, że pająk dysponuje czterema kłami. Jedną z pierwszych prób rewizji rodzaju była praca Ralpha M. Seeley'a z 1928 roku dotycząca kwadratników Ameryki Północnej. Rewizją rodzaju pod kątem gatunków europejskich zajmowali się m.in. Adolf Lendl i Hermann Wiehle. Rodzaj Tetragnatha liczy 324 opisane gatunki (według innego źródła jest to 349 gatunków), co stanowi blisko ⅓ wszystkich gatunków z rodziny kwadratnikowatych (liczącej 987 gatunków). Wiele gatunków pozostaje słabo rozpoznanych na poziomie taksonomicznym. Taksonomia tego rodzaju opiera się głównie na morfologii szczękoczułek (terminologię ich dotyczącą opracował Hermann Wiehle w pracy z 1939 roku) i, w mniejszym stopniu, na morfologii genitaliów.

## Morfologia
Długość ciała wynosi od 3,8 do 13,3 mm. Wszystkie gatunki z rodzaju kwadratnik cechują dobrze wykształcone i wydłużone szczękoczułki u samców (wykorzystywane m.in. do przytrzymywania samic podczas kopulacji), wydłużone i wąskie ciało, owalny, wydłużony i spłaszczony grzbietowo karapaks, prosoma dłuższa niż szersza z wyraźną jamką środkową (ang. fovea), opistosoma również wąska i długa z gruczołami przędnymi na końcu, równoległe rzędy małych oczu (każde oko otacza czarna obwódka) z zazwyczaj oddzielonymi od reszty oczami bocznymi oraz otwór płciowy samicy ulokowany przy zakrzywionym końcu bruzdy epigastrycznej (ang. epigastric furrow).

## Występowanie
Takson kosmopolityczny, rozpowszechniony w Europie (w Polsce występuje 9 gatunków), Afryce, Azji i Amerykach. 67 gatunków występuje w krainie neotropikalnej (z czego 15 gatunków stwierdzono w Ameryce Północnej), a 56  – w Australazji. Zasięgi geograficzne poszczególnych gatunków nie są jednak w pełni poznane.
Kwadratniki zamieszkują m.in. drzewa i krzewy, wysokie trawy na łąkach bądź zarośla na brzegach jezior i potoków.

## Zachowanie
Część gatunków buduje sieci łowne nad płynącą wodą. Sieć jest zazwyczaj odchylona od pionu, może być także pozioma, a jej średnica może przekraczać 30 cm. Centrum sieci zazwyczaj pozostaje puste. Niektórzy przedstawiciele rodzaju czatują w centrum sieci w dzień i w nocy, natomiast inne gatunki polują nocą. Charakterystycznym sposobem na kamuflaż jest ścisłe przyleganie do źdźbeł trawy blisko sieci, polegające na wyciągnięciu odnóży I i II pary w przód oraz III i IV pary w tył. Przedstawiciele rodzaju potrafią szybko i z łatwością poruszać się po powierzchni wody. Możliwe również, że są w stanie oddychać pod wodą z wykorzystaniem pęcherzyka powietrza.

## Galeria

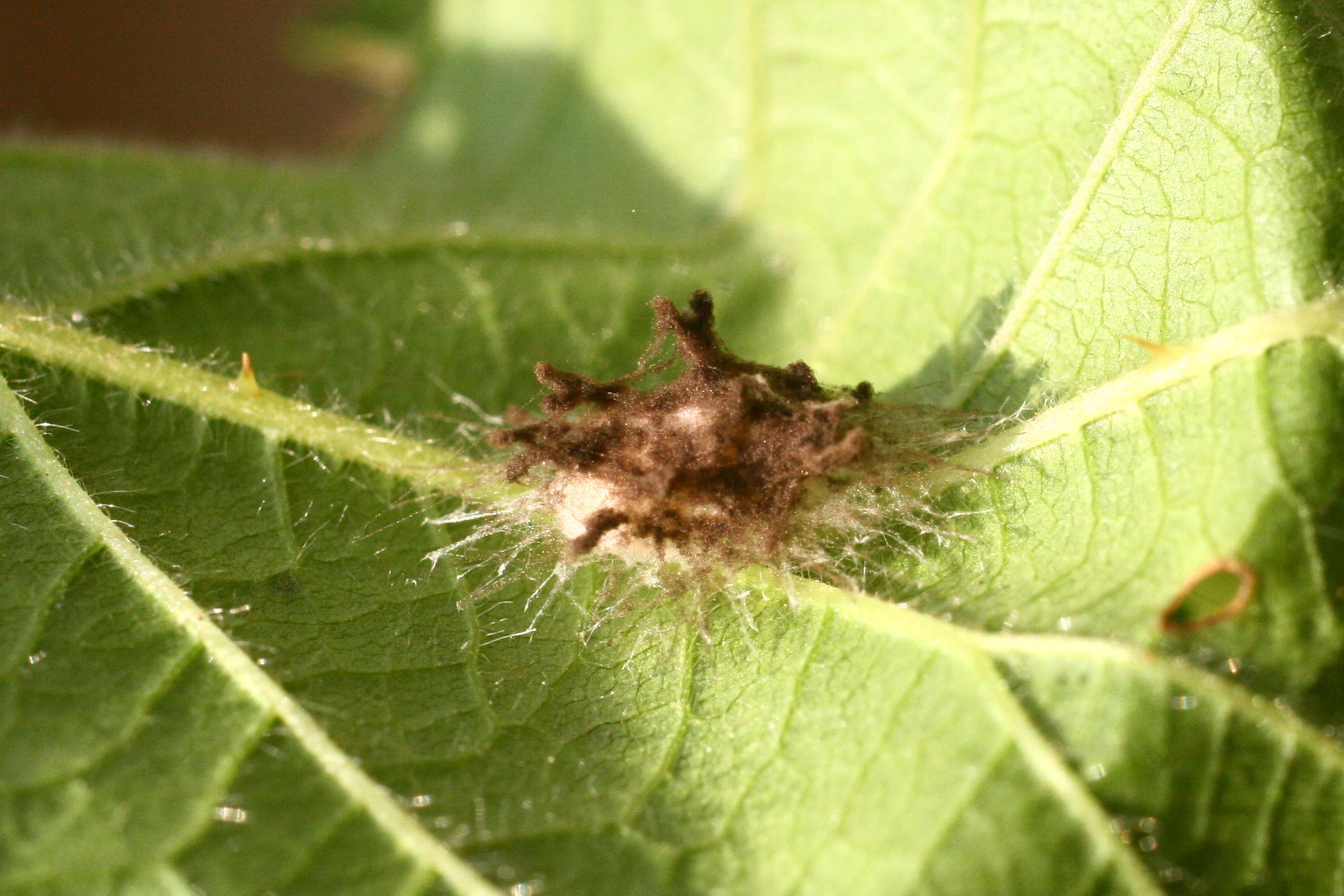
Kokon jajowy
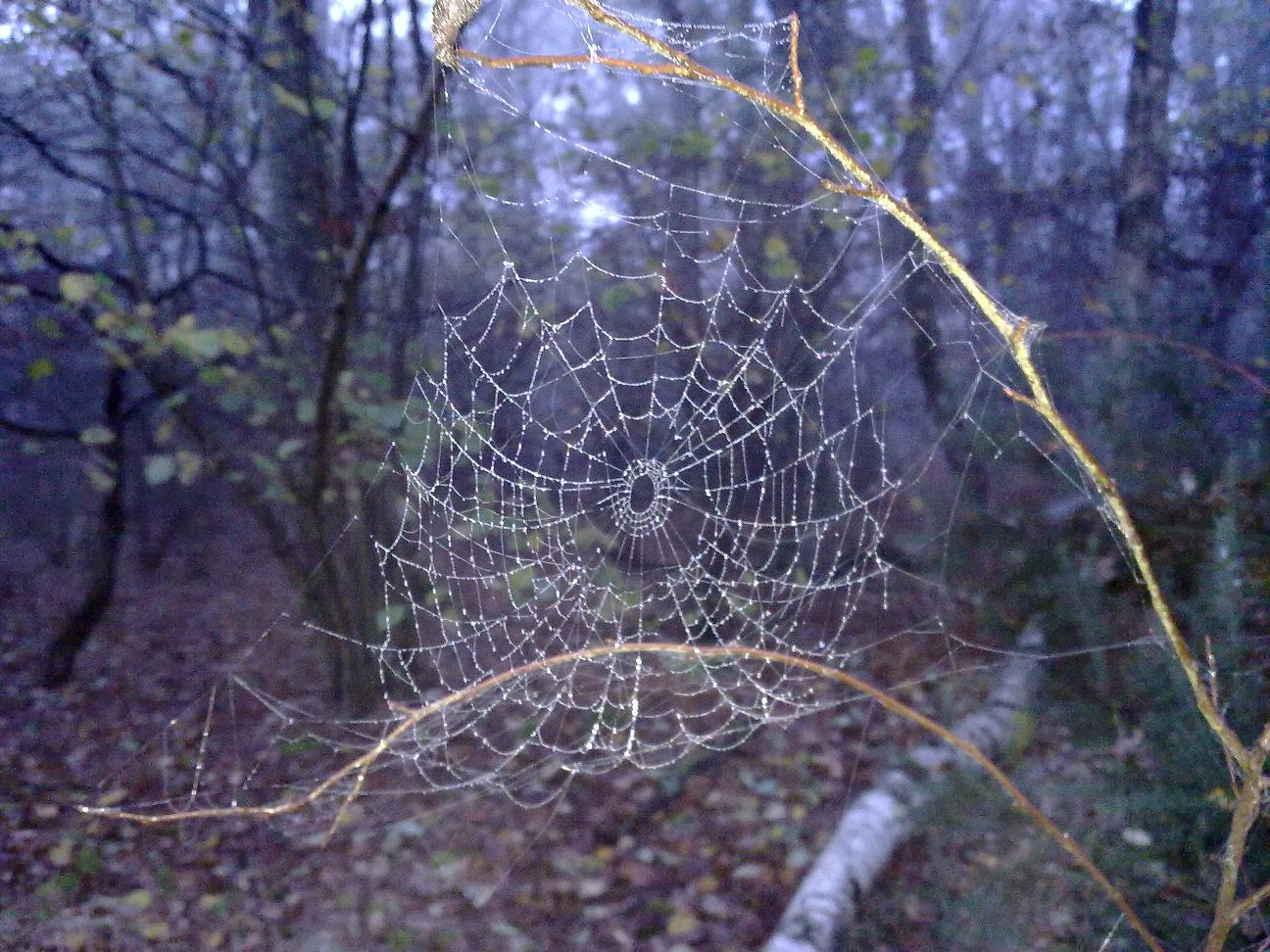
Sieć kwadratnika
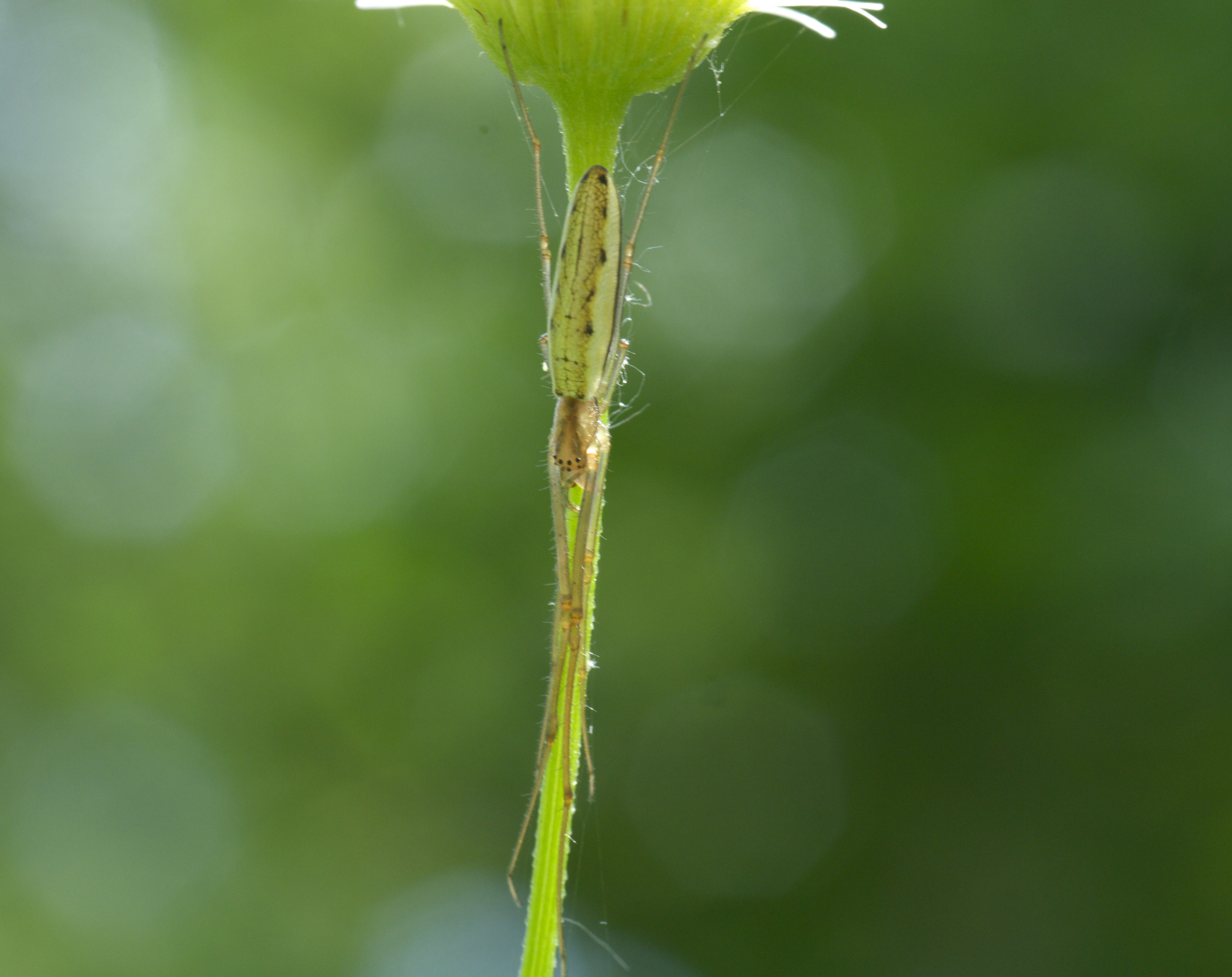
Kamuflaż na łodydze
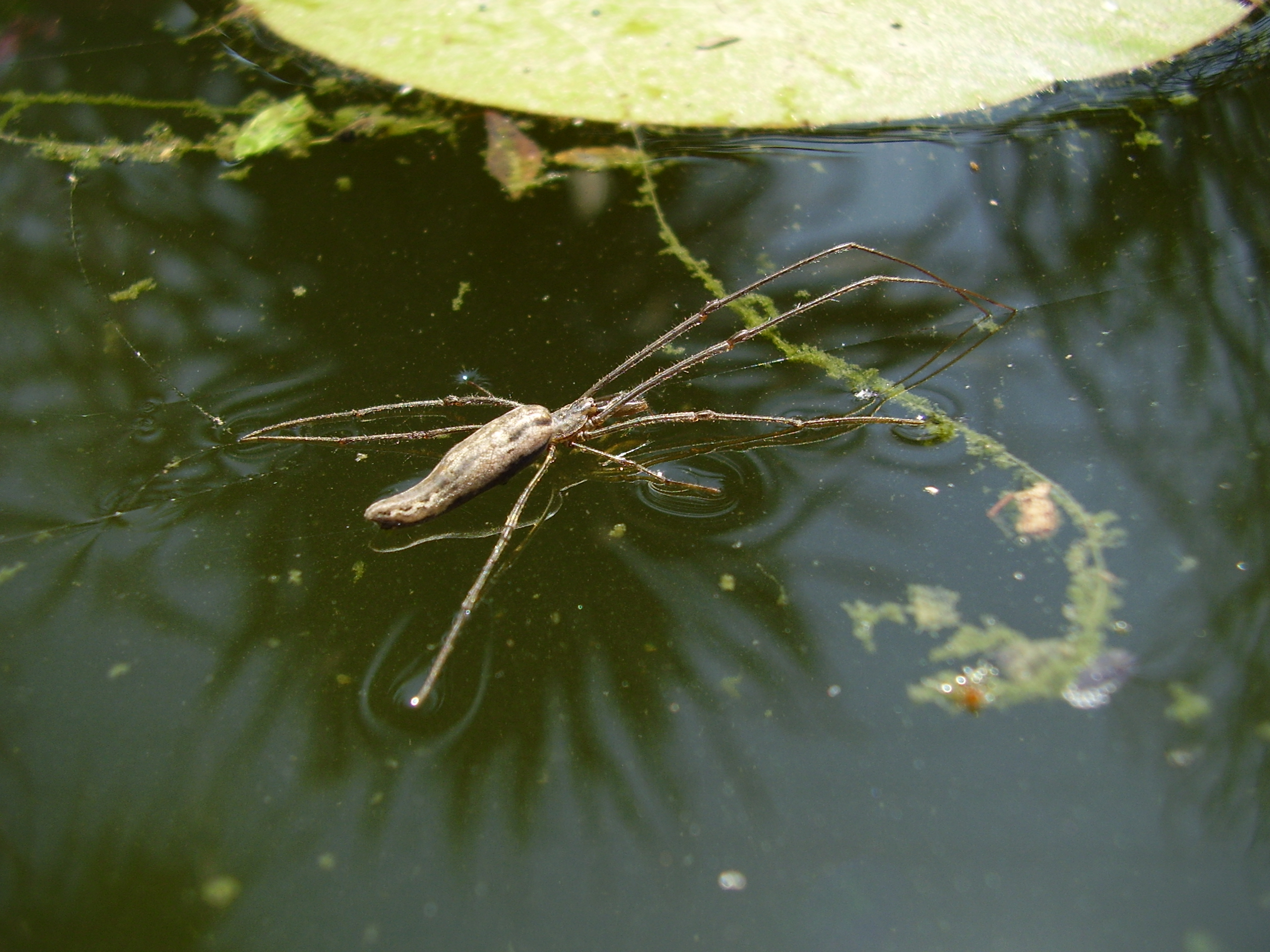
Tetragnatha laboriosa na wodzie, Izrael
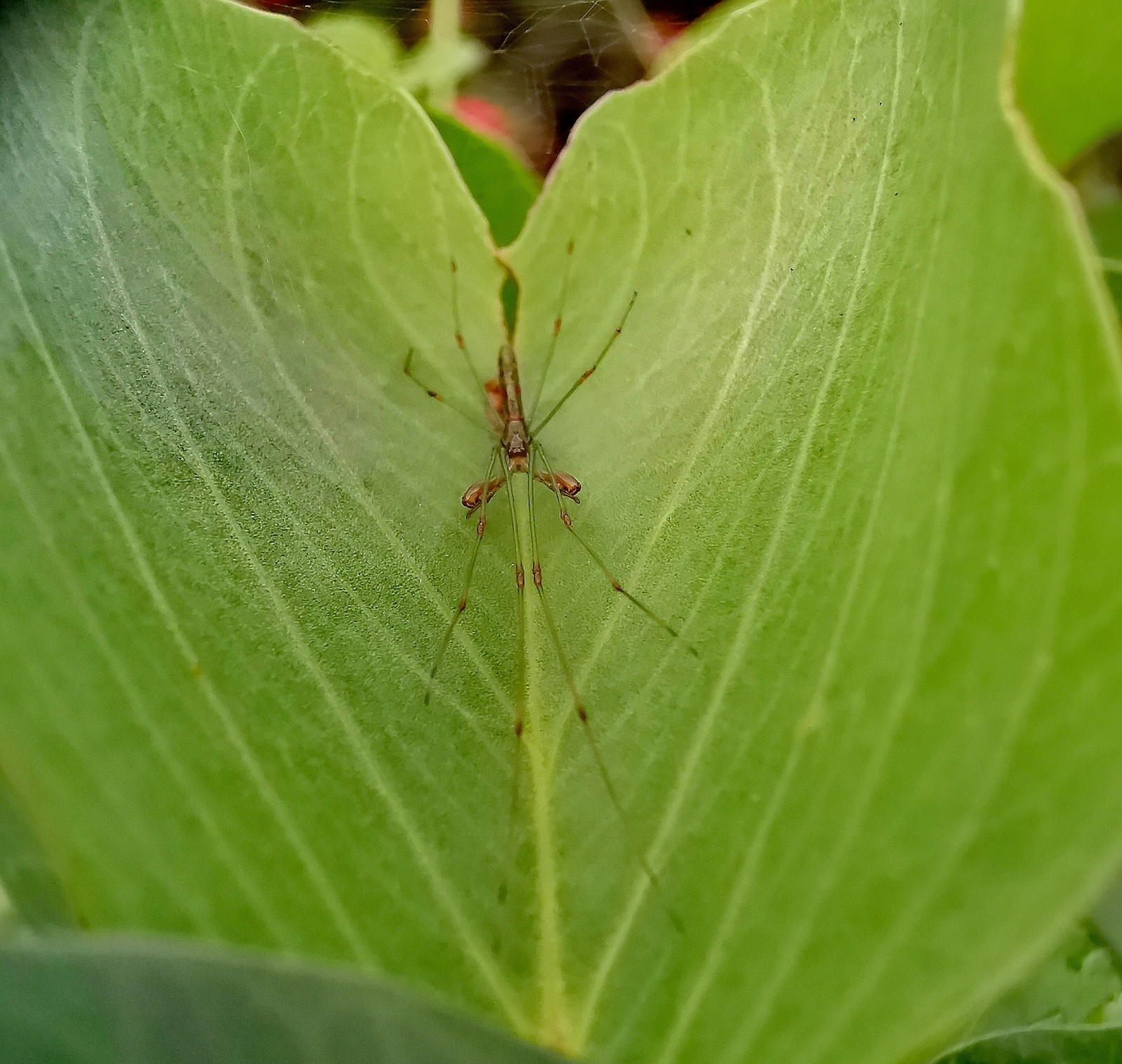
Tetragnatha hasselti, Singapur
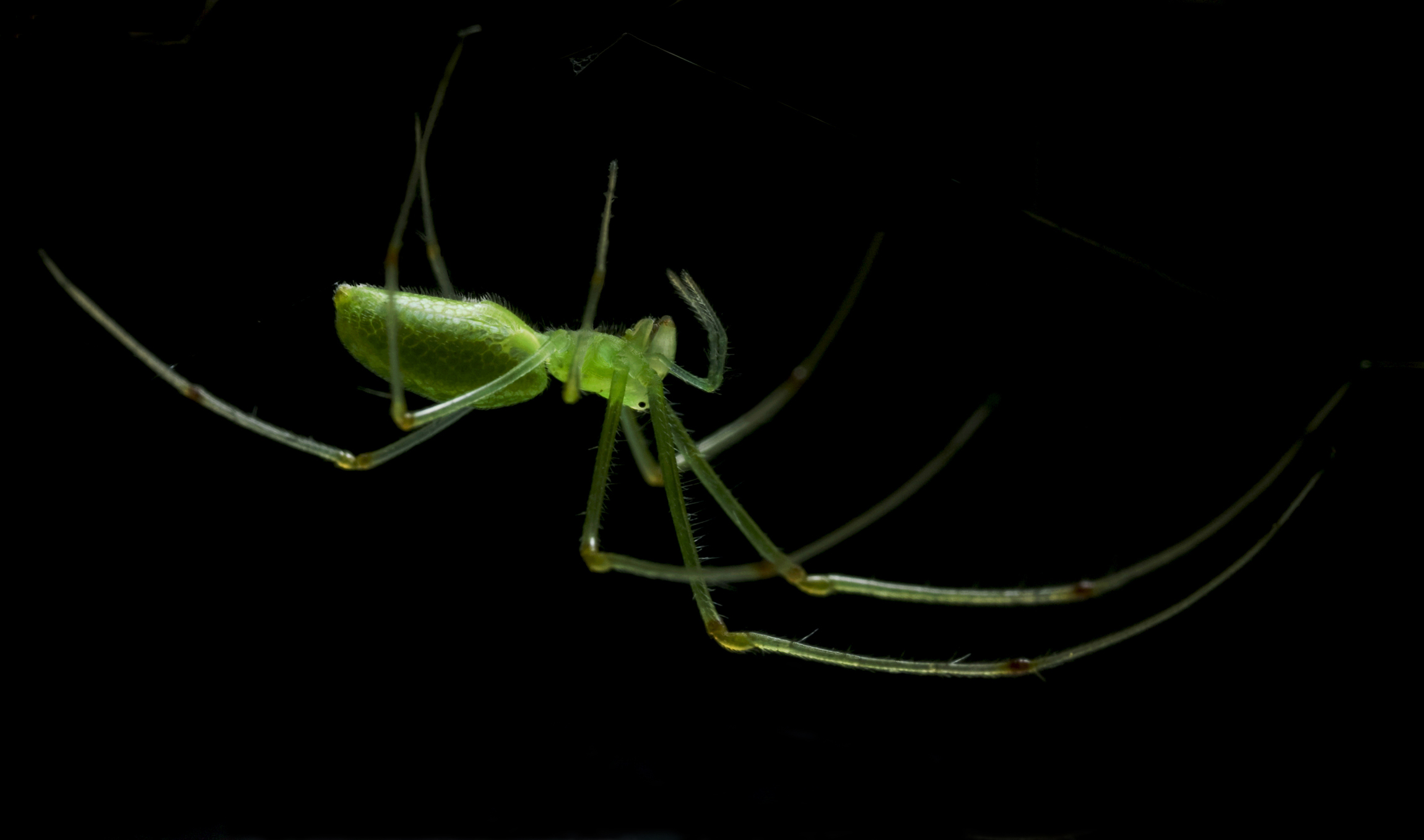
Tetragnatha squamata, Japonia
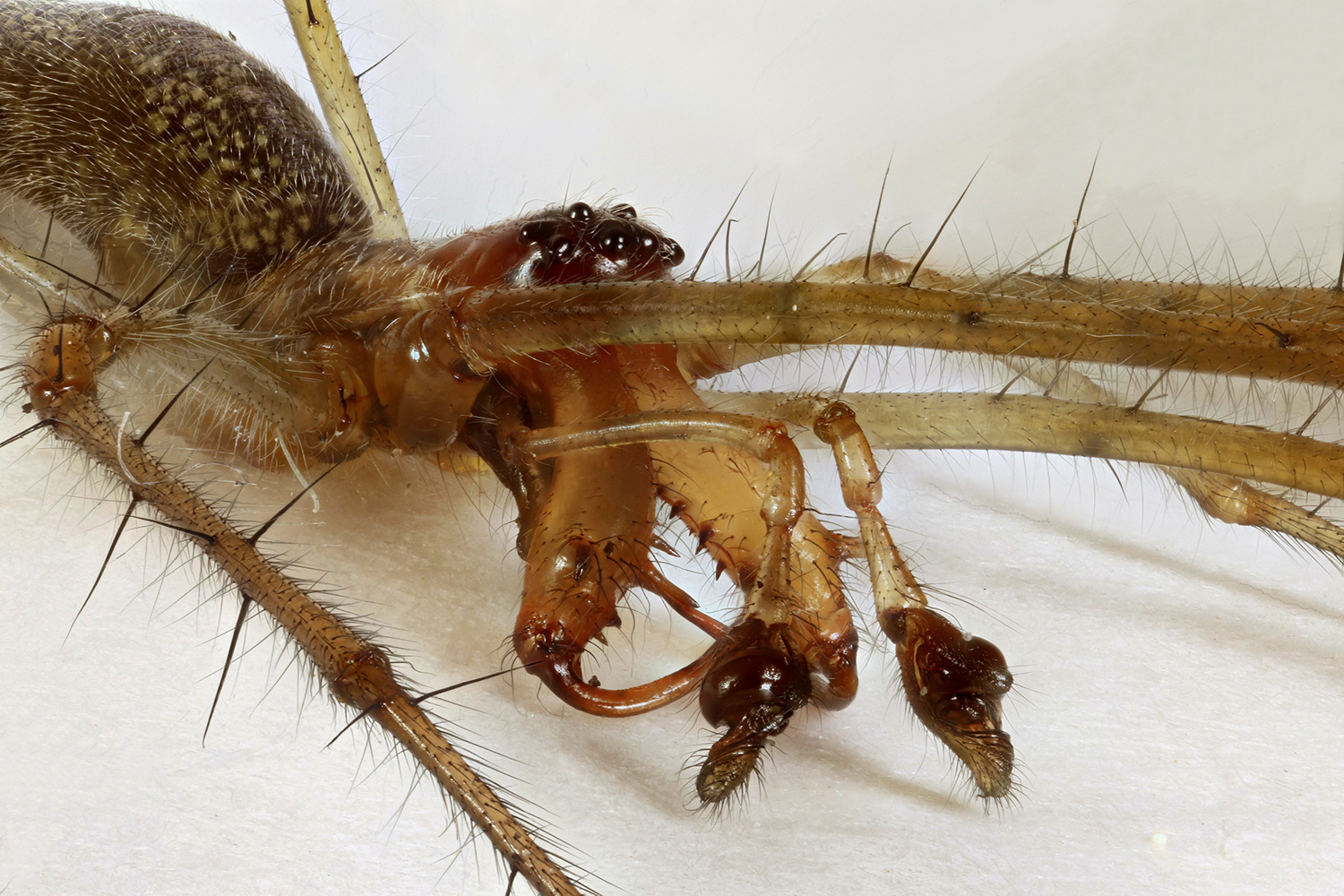
Tetragnatha montana, samiec, Wielka Brytania
Tetragnatha viridis, USA
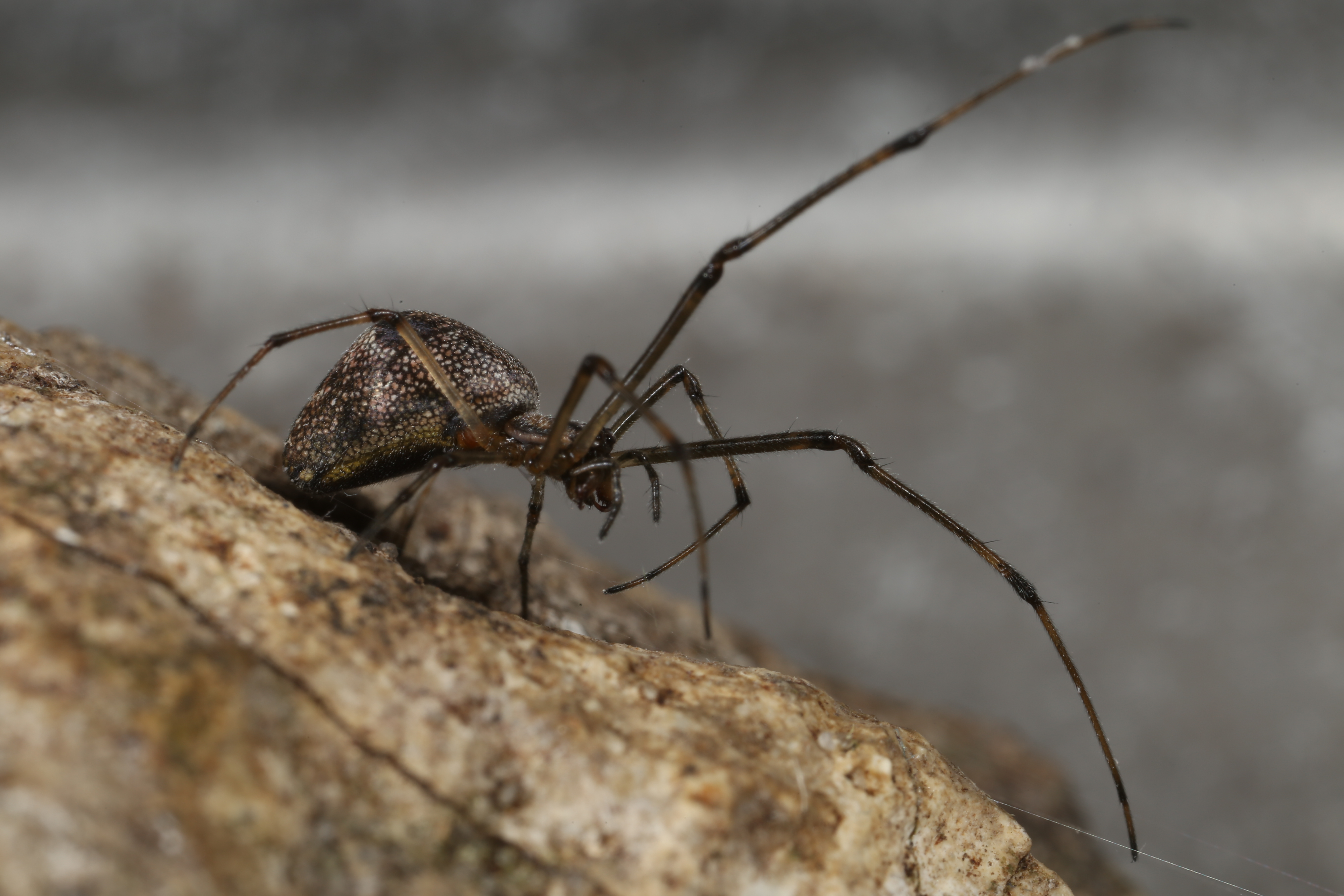
Tetragnatha obtusa, Dania
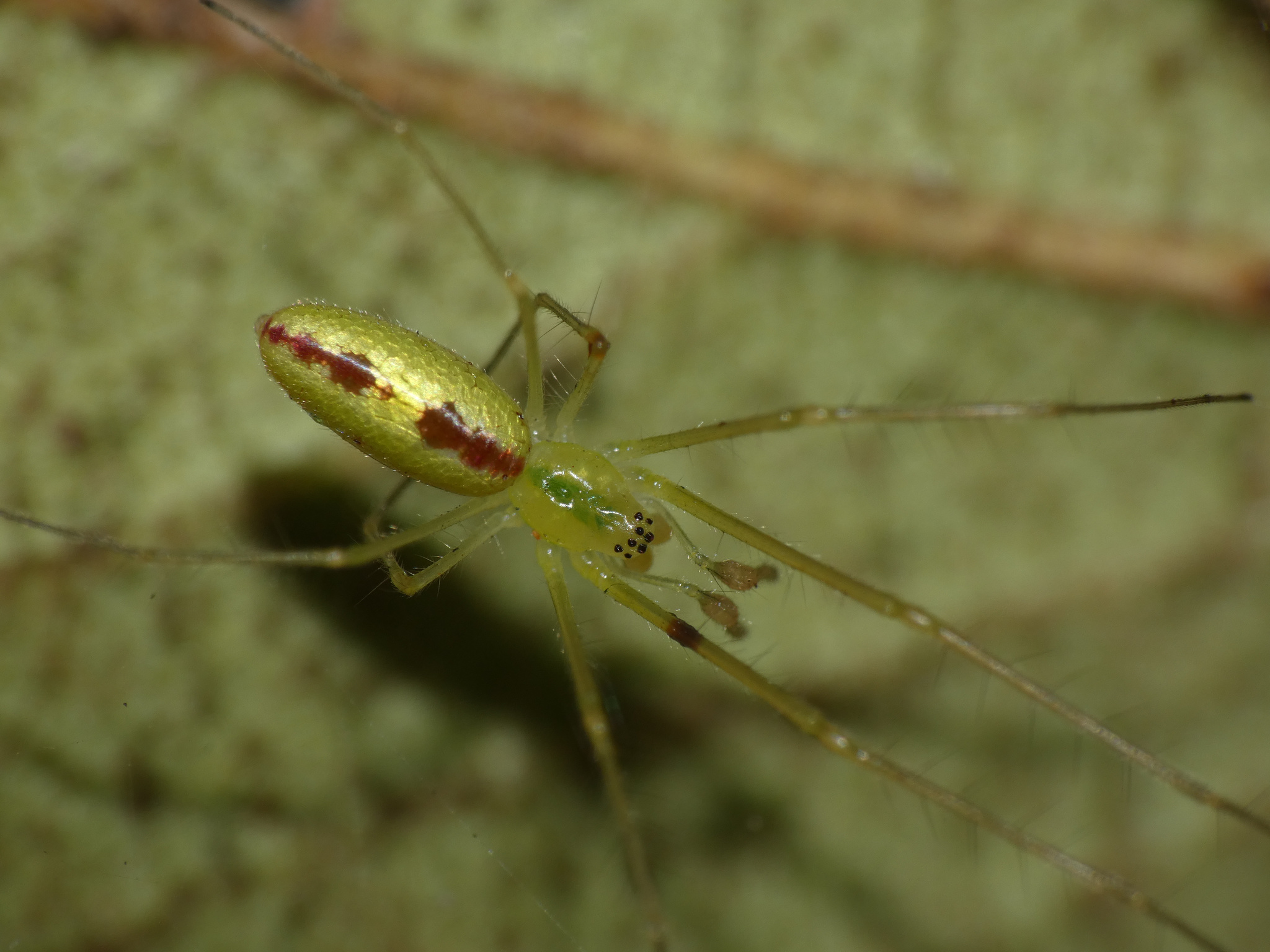
Tetragnatha subsquamata, Zimbabwe